# 차크람

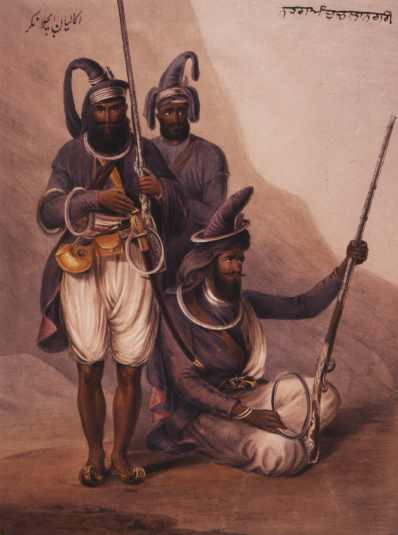
차크람을 지니고 있는 시크교도

차크람(산스크리트어: चक्रम्)은 인도의 원반형 투척 무기이다. 원반형 고리의 바깥쪽 모두 날이 달려 있다. 폭이 약 2~4m인 고리의 직경은 10~30cm의 링 모양이며 무게는 0.15~0.5kg 가량이다. 사용법은 한가운데에 나 있는 구멍의 안쪽에 둘째손가락을 넣고 회전시켜 속도를 붙인 후 던지든지, 아니면 엄지손가락과 둘째손가락을 끼워 던진다. 하지만 실제로 던지는 방법이 바르게 전승된 것은 없는 듯하다.
차크람은 고대 인도부터 사용되었으며 특히 시크교도들이 차크람을 즐겨 사용했다고 한다. 이 무기의 특이한 점은 '베는' 투척무기라는 점인데 회전하면서 날아가는 사정거리가 40~50m이다. 힌두교의 신들 가운데 하나인 비슈누도 수다르샨차크라라고 불리는 차크람을 들고 있다고 전해진다.

## 같이 보기
- 부메랑
- 재블린
- 수리검
- 비도 (투척무기)
- 풍화륜